# 湖北省英山县金铺中学
湖北省英山县金铺中学，简称金铺中学，位于湖北省黄冈市英山县金家铺镇的一所中学，始建于1958年1月。

## 历史
1958年1月，金家铺人民公社以“人民学校人民建，建好学校为人民”为口号，在大别山南麓羊角尖下西河岸边组织会战，5000余民工用不到一年时间在荒山野岭建起一所学校，即是英山县第五中学。该校因诞生时为英山县的第五所中学而得名，简称“五中”，建校之初以初中教育为主，并辅以高中教育。1970年1月，该校停办初中，只办高中，改名为金铺高中。中国社会科学院院士汪世锦、商人余克飞、英山县教育局长郑立武等均曾就读于金铺高中。1982年9月，金铺高中更名为金铺农中，开办农学专业，并开展农业技术培训。1992年9月，金铺农中更名为金铺职业中学，简称金铺职中，开办财会、缝纫、电子、农学等专业。国家教委副主任邹时炎为该校题写校名，并赠予“扬职业道德，学一技之长”字幅。

## 办学规模
截止2021年，该校的校园面积为51亩，有12个教学班，在校学生600人，在职教职工46人。

## 科普教学
20世纪末，中国船舶重工集团第719研究所与金铺中学达成结对关系，此后该所的科技工作者常到学校开展科普活动。719研究所的黄旭华院士曾于2014年12月和2017年5月两次到金铺中学授课、讲座，并曾四次为金铺中学题字寄语赠书。2020年9月，张金麟院士率科普参访团到该校开展科普活动。2021年9月，朱英富院士率队到金铺中学参加英山“全国科普日”启动仪式。
金铺中学则利用网络活动教室、理化生实验室、图书阅览室、院士科普文化墙、校园科技馆等，定期组织主题班会和科普知识讲座，定期举办科普节；同时制定“主题活动月”，教师围绕相关主题向学生传授科学知识。2021年，金铺中学建成了380平方米的校园科技馆，馆内设有舰船模型展厅、科普教室、科技展品体验区和创客教室。该校还依托科技馆开设编程、无人机飞行、科技手工制作等课程。

## 社会帮扶
2007年底，中国民主促进会湖北工业大学支部筹集资金购买一批物资捐赠给金铺中学，解决了学校教师办公条件简陋、学校无机房、学生无体育活动设施的状况。

## 留守学生问题研究
该校长期关注农村留守学生的教学问题研究，从2006年起开展“农村留守学生教育问题研究”课题研究，从2016年起参与教育部关工委家庭教育中学课题“新时期中小学家庭教育立德树人的综合研究”，并承担子课题“农村中小学生家庭教育立德树人的研究”。

## 其他活动
2022年11月10至11日，英山县教研室在该校举办2022年青年教师“活力课堂”教学大赛活动。

## 历任校长
该校首任校长为江健民，其后历任校长有余科朝、王宗怡、胡正卿、汪子衡、王学文、高自坚、晏庆余、汪文炳、刘宗伟、王超、张平良、彭演文、董卫中、陈雄飞等。

## 荣誉
该校曾获得“英山县平安校园” 、“英山县德育工作先进单位”、“英山县师德师风先进集体”、“英山县最佳文明单位”、 “英山县教育工作先进单位”、“英山县教师继续教育先进集体”、“英山县最佳文明单位”、“英山县优秀基层党组织”、“英山县示范学校”、“黄冈市艺术教育工作先进单位”、“黄冈市德育工作先进单位”、“黄冈市教育工作先进单位”、“黄冈市社会治安综合治理先进单位”、“黄冈市教科研先进单位”、“黄冈市实验教学先进单位”、“黄冈市平安校园”、“黄冈市示范家长学校”、“黄冈市师德师风先进集体”、“黄冈市素质教育示范学校”、“湖北省实验教学先进单位”、“湖北省卫生工作先进单位” 、“湖北省示范家长学校”、“全国青少年‘五好’小公民教育示范学校”等荣誉称号。